# Rebecca Šramková
Rebecca Šramková, née le 19 octobre 1996, à Bratislava en Slovaquie, est une joueuse slovaque de tennis.
Elle est née avec une maladie à l’œil gauche, la rendant quasiment aveugle d'un côté.

## Carrière professionnelle
Rebecca Šramková commence sa carrière sur le circuit ITF en 2012. Elle remporte, de 2013 à 2024, 13 titres ITF en simple et 4 en double.
En 2021, issue des qualifications, elle se fait connaître sur le circuit WTA en battant la Tchèque Petra Kvitová, 10e mondiale, lors du tournoi WTA 250 de Prague.
Le 10 septembre 2023, elle parvient en finale du tournoi WTA 125 de Bari, où elle est battue par la Slovène Tamara Zidanšek,.

### 2024: premier titre WTA, entrée dans le top 50
Elle joue sa première finale en WTA 250 à Monastir, en septembre 2024, s'offrant deux joueuses françaises, Elsa Jacquemot (2-6, 7-5, 6-3) et Clara Burel (7-6, 7-5) ainsi que les Méditerranéennes Sara Sorribes Tormo (1-6, 7-6, 7-5) et Lucia Bronzetti (6-3, 6-4). Elle est défaite en finale par la Britannique qualifiée Sonay Kartal (3-6, 5-7).
La semaine suivante, à Hua Hin 2 (WTA 250), elle parvient en finale d'un tournoi WTA pour la deuxième fois en deux semaines, sortant la qualifiée locale Mananchaya Sawangkaew (en) (6-2, 2-6, 6-4), la Polonaise Magda Linette, ancienne demi-finaliste à l'Open d'Australie (7-6, 6-4), ainsi que la Croate Jana Fett (4-6, 6-4, 6-1) et la Slovène Tamara Zidanšek (6-4, 6-2). Elle s'adjuge son premier titre en carrière contre l'Allemande Laura Siegemund (6-4, 6-4).
Elle joue sa troisième finale de l'année à Jiujiang (WTA 250), et assume son statut de tête de série numéro deux en sortant l'invitée Zhang Shuai (6-1, 6-1), récente quart de finaliste à Pékin, et une deuxième Chinoise, Wei Sijia (en) (7-5, 6-3). Elle lâche une manche en quart contre Martina Trevisan (6-3, 3-6, 6-2) et passe Laura Siegemund (7-6, 6-2), mais s'incline en finale contre la Suissesse Viktorija Golubic (3-6, 5-7). Sa fin de saison 2024 réussie lui permet d'entrer dans le Top 50 : le 4 novembre, elle est 43e mondiale.

### 2025: début d'année mitigé
En février 2025, à Doha, elle élimine au premier tour Anhelina Kalinina (6-2, 6-3), puis au deuxième tour Mirra Andreeva, 15e mondiale (3-6, 6-3, 7-5).

## Palmarès

### Titre en simple dames
| No | Date       | Nom et lieu du tournoi   | Catégorie | Dotation  | Surface    | Finaliste       | Score    |          |
| -- | ---------- | ------------------------ | --------- | --------- | ---------- | --------------- | -------- | -------- |
| 1  | 16-09-2024 | Thailand Open 2, Hua Hin | WTA 250   | 267 082 $ | Dur (ext.) | Laura Siegemund | 6-4, 6-4 | Parcours |

### Finales en simple dames
| No | Date       | Nom et lieu du tournoi         | Catégorie | Dotation  | Surface    | Vainqueure        | Score    |          |
| -- | ---------- | ------------------------------ | --------- | --------- | ---------- | ----------------- | -------- | -------- |
| 1  | 09-09-2024 | Jasmin Open Monastir, Monastir | WTA 250   | 267 082 $ | Dur (ext.) | Sonay Kartal      | 6-3, 7-5 | Parcours |
| 2  | 28-10-2024 | Jiangxi Open, Jiujiang         | WTA 250   | 267 082 $ | Dur (ext.) | Viktorija Golubic | 6-3, 7-5 | Parcours |

### Finale en simple en WTA 125
| No | Date       | Nom et lieu du tournoi  | Catégorie | Dotation  | Surface      | Vainqueure      | Score         |          |
| -- | ---------- | ----------------------- | --------- | --------- | ------------ | --------------- | ------------- | -------- |
| 1  | 04-09-2023 | Open delle Puglie, Bari | WTA 125   | 115 000 $ | Terre (ext.) | Tamara Zidanšek | 3-6, 7-5, 6-1 | Parcours |

## Parcours en Grand Chelem

### En simple dames
| Année | Open d'Australie | Open d'Australie | Internationaux de France | Internationaux de France | Wimbledon       | Wimbledon           | US Open | US Open               |
| ----- | ---------------- | ---------------- | ------------------------ | ------------------------ | --------------- | ------------------- | ------- | --------------------- |
| 2016  | —                | —                | —                        | —                        | —               | —                   | Q1      | Sesil Karatantcheva   |
| 2017  | 1er tour (1/64)  | Duan Ying-Ying   | Q2                       | Miyu Kato                | Q2              | Aleksandra Krunić   | —       | —                     |
| 2018  | —                | —                | Q3                       | Magdalena Frech          | —               | —                   | Q1      | Tereza Martincova     |
| 2019  | —                | —                | Q2                       | Jasmine Paolini          | Q1              | Amandine Hesse      | Q2      | Magdalena Frech       |
| 2020  | Q1               | Maddison Inglis  | Q2                       | Richèl Hogenkamp         | —               | —                   | —       | —                     |
| 2021  | Q3               | Kaja Juvan       | Q3                       | Ana Konjuh               | Q2              | Olga Govortsova     | Q2      | Reese Brantmeier      |
| 2022  | Q2               | Cristina Bucșa   | 1er tour (1/64)          | Daria Kasatkina          | Q2              | Jang Su-jeong       | —       | —                     |
| 2023  | —                | —                | —                        | —                        | Q2              | Clara Tauson        | Q2      | Tamara Zidansek       |
| 2024  | Q1               | Fiona Ferro      | 1er tour (1/64)          | Amanda Anisimova         | 1er tour (1/64) | Marta Kostyuk       | Q2      | Usue Maitane Arconada |
| 2025  | 2e tour (1/32)   | Iga Świątek      | 1er tour (1/64)          | Iga Świątek              | 1er tour (1/64) | Beatriz Haddad Maia |         |                       |

N.B. : à droite du résultat se trouve le nom de l'ultime adversaire.

### En double dames
| 2025 | 2e tour (1/16) V. Tomova \|\| style="text-align:left;" \| K. Rakhimova S. Sorribes Tormo | 1/8 de finale Zheng S. \|\| style="text-align:left;" \| U. Eikeri E. Hozumi | 1er tour (1/32) L. Nosková \|\| style="text-align:left;" \| E. McDonald M. Xu |  |  |

N.B. : le nom de la partenaire se trouve sous le résultat ; les noms des ultimes adversaires se trouvent à droite.

## Parcours en WTA 1000
Les tournois WTA « Premier Mandatory » et « Premier 5 » (entre 2009 et 2020) et WTA 1000 (à partir de 2021) constituent les catégories d'épreuves les plus prestigieuses, après les quatre levées du Grand Chelem. 

De 2009 à 2023, les tournois Premier Mandatory (dits tournois WTA 1000 obligatoires entre 2021 et 2023) regroupent Indian Wells, Miami, Madrid et Pékin, les autres constituant les tournois Premier 5 (tournois WTA 1000 non-obligatoires). À partir de 2024, le nombre de tournois WTA 1000 passe à 10 par saison (fin de l’alternance Doha / Dubaï), ces derniers devenant tous obligatoires et offrant tous 1000 points à la vainqueure (contre 900 points précédemment pour les tournois Premier 5).

### En simple dames
| Année |       |                           |                           |                               |                           |                          |                             |                           |                           |                          |  |  |
| Doha  | Dubaï | Indian Wells              | Miami                     | Madrid                        | Rome                      | Canada                   | Cincinnati                  | Pékin                     | Wuhan                     | Wuhan                    |  |  |
| Doha  | Dubaï | Indian Wells              | Miami                     | Madrid                        | Rome                      | Canada                   | Cincinnati                  | Pékin                     | Wuhan                     | Wuhan                    |  |  |
| Doha  | Dubaï | Indian Wells              | Miami                     | Madrid                        | Rome                      | Canada                   | Cincinnati                  | Pékin                     | Wuhan                     | Wuhan                    |  |  |
| 2024  |       |                           |                           | 2e tour (1/32) B. Haddad Maia |                           |                          | 4e tour (1/8) J. Ostapenko  |                           |                           | 3e tour (1/16) P. Badosa |  |  |
| 2025  |       | 3e tour (1/8) E. Rybakina | 1er tour (1/32) C. Tauson | 1er tour (1/64) L. Sun        | 2e tour (1/32) J. Paolini | 1er tour (1/64) M. Carlé | 2e tour (1/32) J. Ostapenko | 2e tour (1/32) C. McNally | 2e tour (1/32) M. Linette |                          |  |  |

Sous le résultat, l’ultime adversaire.
1. 1 2   Les tournois de Doha et Dubaï alternent le statut de tournoi WTA 1000 (ex Premier 5) entre 2009 et 2023 : les trois premières éditions ont lieu à Dubaï, les trois suivantes à Doha, puis Dubaï accueille le tournoi de cette catégorie les années impaires et Dubaï les années paires. De 2011 à 2023, la ville qui n’accueille pas de WTA 1000 organise à la place un tournoi WTA 500 (ex Premier).
2. 1 2 3 4 5 6   L’ordre de déroulement des tournois a évolué depuis 2009 : Rome se dispute avant Madrid et Cincinnati avant Montréal/Toronto jusqu’en 2010, tandis que Tokyo (2009-2013)-Wuhan (2014-2019, 2024-)-Guadalajara (2022-2023) ont lieu avant Pékin jusqu’en 2023.

## Classements WTA en fin de saison
| Année          | 2012 | 2013 | 2014 | 2015 | 2016 | 2017 | 2018 | 2019 | 2020 | 2021 | 2022 | 2023 | 2024 |
| Rang en simple | 1158 | 605  | 444  | 312  | 120  | 324  | 233  | 174  | 203  | 167  | 316  | 129  | 43   |
| Rang en double | –    | 908  | 652  | 547  | 447  | 976  | –    | 371  | 398  | 486  | 550  | 986  | –    |

Source : (en) Classements de Rebecca Šramková sur le site officiel de la Fédération internationale de tennis